# Charles Marpon
Charles Marpon est un  libraire et éditeur français né le 26 septembre 1838 à Nancy et mort le 26 juin 1890 à Paris. Son association, en 1875, avec Ernest Flammarion a donné naissance à la maison d'édition Marpon et Flammarion, devenue après sa mort Flammarion.

## Biographie
D'abord typographe, Charles Marpon travaille à Paris dans l'imprimerie Schiller, rue du Faubourg-Montmartre, puis s'associe avec son frère Lucien qui a repris la librairie Taride, établie dans les galeries de l'Odéon. Ils connaissent le succès, notamment en vendant à bas prix les ouvrages nouveaux, et rachètent peu à peu les boutiques environnantes. 
En 1875, après le retrait de son frère, Charles Marpon s'associe avec un ancien employé de la Librairie académique Didier, Ernest Flammarion, frère de l'astronome Camille Flammarion. Le contrat passé entre eux précise : « M. Marpon, désirant s'adjoindre un associé qui puisse le soulager du poids des affaires pour l'exploitation de sa maison de commerce de librairie, a proposé à M. Flammarion de s'associer avec lui pour cette exploitation ». La raison sociale de l'entreprise est « Charles Marpon et Ernest Flammarion ». Il ne s'agit, originellement que d'une affaire de librairie, mais dès 1876, ils éditent leur premier ouvrage, La Corde au cou, une comédie d'André Gill, puis en 1879, l'album L'Astronomie populaire : Cours complet à l'usage des gens du monde de Camille Flammarion, qui se vendit à près de 120 000 exemplaires au cours des trois décennies suivantes.
Rapidement, leur entreprise prospère, et en 1877, la librairie a plusieurs succursales dans Paris ; Marpon et Flammarion éditent de nombreux inédits, et prennent pendant un temps le contrôle de la Librairie Georges Charpentier. En 1887, ils lancent la collection de petits volumes « Auteurs célèbres » à 60 centimes, dont ils vendent d'innombrables exemplaires. Parmi les auteurs qu'ils réimpriment et vulgarisent auprès du grand public, se trouvent notamment Michelet, Zola, Maupassant, Alphonse Daudet, Georges Courteline...
En 1887, la fille de Charles Marpon épouse Eugène Fasquelle, qui, trois ans plus tard, devient l'associé de Georges Charpentier, lequel reprendra son indépendance avant de transmettre à sa mort, en 1905, ses parts à Fasquelle. 
Charles Marpon meurt en juin 1890, à cinquante-deux ans. Dès lors, les statuts de la société Marpon et Flammarion sont modifiés et Ernest Flammarion devient seul propriétaire d'une entreprise dénommée simplement Librairie Ernest Flammarion.